# Athripsodes fulvicornis
Athripsodes fulvicornis är en nattsländeart som först beskrevs av Martynov 1913.  Athripsodes fulvicornis ingår i släktet Athripsodes och familjen långhornssländor. Utöver nominatformen finns också underarten A. f. obscurus.